# Andrea Vaccher
Andrea Vaccher (Conegliano, 21 december 1988) is een Italiaans wielrenner die anno 2016 rijdt voor Team Roth. De laatste maanden van 2014 was hij actief als stagiair bij Lampre-Merida.
Eind 2014 werd hij door La Gazzetta dello Sport genoemd als een van de klanten van de controversiële dokter Michele Ferrari.

## Overwinningen
2014
Trofeo Edil C
1e etappe deel A Giro della Regione Friuli Venezia Giulia

## Ploegen
- 2014 –  Marchiol Emisfero
- 2014 –  Lampre-Merida (stagiair vanaf 1-8)
- 2015 –  Roth-Škoda
- 2016 –  Team Roth

Antonini · Bonusi · Cambianica · Cecchin · Filisetti · Franzoi · Lunardon · Nibali · Ocanha · Sedaboni · Vaccher · Vendrame · Zanardini · Borisavljević (stagiair)
Anacona · Bonifazio · Bono · Cattaneo · Cimolai · Conti · Costa  · Cunego · Dodi · Đurasek · Favilli · Ferrari · Horner · Modolo · Mori · Niemiec · Oliviera · Palini · Polanc · Pozzato · Richeze · Serpa · Ulissi · Valls · Wackermann · Xu · Kasjavy (stagiair) · Vaccher (stagiair)
Baillifard · Baldo · Belda · Brüngger · Bussard · Cecchin · D'Urbano · Gaday · Janorschke · Jaun · Kohler · Krizek · Marguet · Page · Pasche · Pasqualon · Pires · Stüssi · Thalmann · Toffali · Tomio · Vaccher · Zampilli · Zordan